# Anders Jönsson (industriman)
Anders Jönsson, född 11 februari 1874 i Enslöv, död 21 juni 1935 i Halmstad (folkbokförd i Oscars församling i Stockholm), var en svensk industriman.
Han föddes under mycket fattiga förhållanden nära Karlstorps by i skogsbygden i norra Enslövs socken i Halland. Han var nummer fyra av de tio barn som modern Johanna födde. Vid 7 års ålder skadades hans högra hand allvarligt i ett kuggdrev på den kvarn där fadern Jöns Månsson fått arbete. Han vårdades flera månader på Halmstads Lasarett. Skolgången blev kortvarig och efter konfirmation fick han arbete som bonddräng och senare på Oskarströms Jutefabrik. Därefter tog han arbete på sockerbruket i Ängelholm, i kolgruvan i Bjuv och vid 22 års ålder på melassfabriken i Helsingborg. På den senare fabriken började hans tekniska sinnelag uppskattas och en del maskinella förbättringar utfördes efter hans förslag. Mellan 1900 och 1908 arbetade han vid Kopparverket i Helsingborg. Under dessa år uppförde han till stor del på egen hand en egen villa med tre lägenheter. Han uppfann ett acetylengasverk som försåg huset med ljus och värme. Här i ett skjul på tomten utvecklade han under flera år ett värmeaggregat som han kallade Automaten, egentligen ett acetylengasverk. På utställningen i Trondheim i Norge 1908 belönades han med första pris jämte guldmedalj för sin uppfinning. Samma år startade han företaget Acetylenaffären. Emellertid kom uppfinningen för sent då elektriciteten gjort sitt inträde och Automaten blev ingen stor framgång. Han provade att få igång en smides- och rörledningsfabrik.
Genombrottet kom då Jönsson uppfann och började tillverka värmeledningselement, värmeradiatorer, av pressad plåt. Dessa radiatorer hade hittills varit gjutna, vilka var både dyrare och tyngre. Detta var omkring 1915. En fabrik byggdes i Helsingborg. Han konstruerade själv pressar och maskiner. Försäljningen av den nya typen av radiatorer blev en succé. Tillverkningen ökade enormt och 1917 ombildades företaget till AB Plåtförädling med Jönsson som direktör. Som mest hade företaget omkring 300 anställda. År 1935 överlät han företaget till AGA. Han avled hastigt samma år, endast 61 år gammal.
Han var således bördig från Halland och bidrog frikostigt ekonomiskt till bygget av Skavböke kapell. Detta kapell uppfördes 1925 i Skavböke på den plats där hans föräldrars sista stuga hade legat.